# ال نگاریار
ال نگاریار (به اسپانیایی: El Negrillar) یک کوه در شیلی است که در استان آنتوفاگاستا واقع شده‌است. ال نگاریار ۳٬۵۰۰ متر بالاتر از سطح دریا واقع شده‌است.